# ディーザー・D
ディーザー・D（英語: Deezer D、1965年3月12日 - 2021年1月7日）は、アメリカ合衆国の俳優、ラッパー、クリスチャンのモチベーショナルスピーカー。本名はディアロン・トンプソン（Dearon Thompson）。『ER緊急救命室』の看護師マリク・マクグラス役のほか、映画『CB4』、『フェア・オブ・ア・ブラック・ハット』で知られている。2008年、アルバム『ディレイド、バット・ノット・デニード』を自身のウェブサイトとiTunesで発売した。これまで2002年に『アンプレディクテーブル』、1999年に『リビング・アップ・イン・ア・ダウン・ワールド』を発表しており、2021年には新曲を発表する予定
であった。
2021年1月7日、ロサンゼルスの自宅で心臓発作を起こし死去した。享年55。

## フィルモグラフィ
- Crowning Jules (2017)[7]
- Raven (2011)
- A Taste of Us: The Movie (2007)
- The Way Back Home (2006)
- In the Mix (2005)
- Bringing Down the House (2003)
- Bones (2001)
- Romy and Michele's High School Reunion (1997)
- The Great White Hype (1996)
- Fear of a Black Hat (1994)
- ER (1994–2009)
- CB4 (1993)
- Cool as Ice (1991)